# Jonizator
Jonizator – urządzenie, w którym zachodzi proces jonizacji.

## Zastosowanie
W pomieszczeniach mieszkalnych stosuje się jonizatory powietrza wytwarzające aniony tlenu. Mają one pozytywnie wpływać na samopoczucie. Produktem ubocznym jonizacji jest ozon, jednak produkowany jest on w ilościach nieszkodliwych dla człowieka. 

## Zasada działania
Domowe jonizatory wykorzystują do jonizacji ostro zakończone igły podłączone do generatora wysokiego napięcia, wytwarzającego napięcie do kilkunastu kV. Jonizatory wyposażone są w prostownik wysokiego napięcia. Prostownik jest zaworem działającym jednokierunkowo. Ujemne napięcie jest przełączane do igły, dodatnie – do płytki ukrytej wewnątrz urządzenia jonizującego, która stanowi masę. Elektrody igły i płytka stanowią kondensator o małej pojemności, który jest ładowany do bardzo wysokich napięć (np. 6000 V).  
Jest wiele sposobów budowy takiego urządzenia, opartych na powielaczach napięcia złożonych z szeregu kondensatorów i diod wysokonapięciowych. W każdym cyklu ładowany jest jeden kondensator (wszystkie są połączone w układzie szeregowym). Prostowniki, np. diody prostownicze, przenoszą ładunek na kolejne w szeregu kondensatory. Napięcia na kondensatorach dodają się do siebie (podobnie jak w układzie z bateriami) kilka – kilkanaście (w zależności od ilości ogniw = dioda kondensator) cykli zmian napięcia zasilającego.  
Tak zbudowana bateria kondensatorów pozwala wytworzyć dostatecznie wysokie napięcie. Drugi sposób polega na przetworzeniu niskiego napięcia np. (jak poprzednio z sieci energetycznej 230 V) za pomocą transformatora (przekładnika napięć), bądź z baterii elektrycznej lub akumulatora za pomocą przetwornicy napięcia. Układ podobny do układu samochodowego, gdzie cewka zapłonowa jest dołączana poprzez styk mechaniczny, bądź elektroniczny do układu zasilania samochodu. 

## Inne sposoby jonizacji powietrza
Istnieją również dwa inne sposoby generowania ujemnych jonów - w tym wypadku chodzi przede wszystkim o jony tlenu:
- Jednym z nich jest generowanie jonów za pomocą specjalnych lamp wyładowczych o charakterystyce promieniowania świetlnego emitowanego w zakresie wysokiego UV (czasem nazywane UVX).

- Drugim sposobem jest metoda termoemisji[1] polegająca na generowaniu jonów w tak zwanym układzie otwartej lampy elektronowej, generowania strumienia elektronów przy pomocy średniego napięcia i wysokiej temperatury emitera (w tym wypadku katody). Metoda ta jest opatentowana w Polsce[potrzebny przypis].